# Veronica chamaedrys
Veronica chamaedrys L.   è una pianta appartenente alla famiglia delle Plantaginaceae.

## Etimologia
Il nome del genere Veronica deriva probabilmente dalla dedica del  fiore a Santa Veronica protettrice della Francia.

## Descrizione
Pianta comune, erbacea perenne, villosa, alta dai 10 ai 40 cm.; fusto eretto o ascendente con peli disposti su due linee; foglie inferiori brevemente picciolate, le superiore sessili (prive di picciolo) con lamina ovata, a margine grossamente dentato e ricco di peli; infiorescenza a grappolo (racemi) cilindrici allungati, da 2 opposti a 3-5, posti all'ascella delle foglie superiori, brattee setolose, calice con lacinie lanceolate, pelose; corolla blu-celeste intenso di diametro 1-1,5 cm, concava con 4 lobi diseguali, con venature scure, brevi, due stami.

## Distribuzione e habitat
Fiorisce da maggio a giugno nelle radure boschive, in ambienti ricchi di sostanze azotate (nitrofili) infatti si trova in prevalenza in zone frequentate da animali al pascolo o presso gli stazzi.